# Köfele (Gemeinde St. Veit in Defereggen)
Köfele ist eine Einzelsiedlung bzw. ein Einzelhof in der Gemeinde St. Veit in Defereggen im Defereggental (Osttirol).

## Geographie
Köfele liegt in etwa 1493 Metern Höhe am Südostabhang des Moser Bergs am Köfelebach. Unterhalb von Köfele liegt der Einzelhof Birk, westlich der Weiler Moos, östlich die Rotte Lerch (Gemeinde Hopfgarten in Defereggen). Köfele besteht aus der gleichnamigen Hofstelle (Moos 20), die ein Wohngebäude und ein Wirtschaftsgebäude umfasst.
Erreichbar ist Köfele über die Defereggentalstraße (L25), von der nach Herma-von-Schuschniggkapelle die Sankt Veiter Straße abzweigt. Folgt man dieser zum Bauernhof Kurzthal, so zweigt in der Folge eine Straße nach Osten ab, die über den Einzelhof Niege (Fraktion Görtschach) nach Mellitz, Moos und schließlich nach Köfele führt. Zum benachbarten Lerch besteht lediglich eine Fußverbindung.

## Geschichte
Köfele gehörte im Mittelalter wohl zur Schwaige (Urhof) „Am Moos“, die der Grundherrschaft der Erasmuskapelle Taisten, dem Graf von Welsberg und dem Amt Windisch-Matrei unterstand. Köfele wird als Einzelsiedlung bzw. Einzelhof zeitweise in den Ortsverzeichnissen der Statistik Austria genannt, die Bevölkerung jedoch immer beim Weiler Moos mitgezählt.